# 立体光刻造型

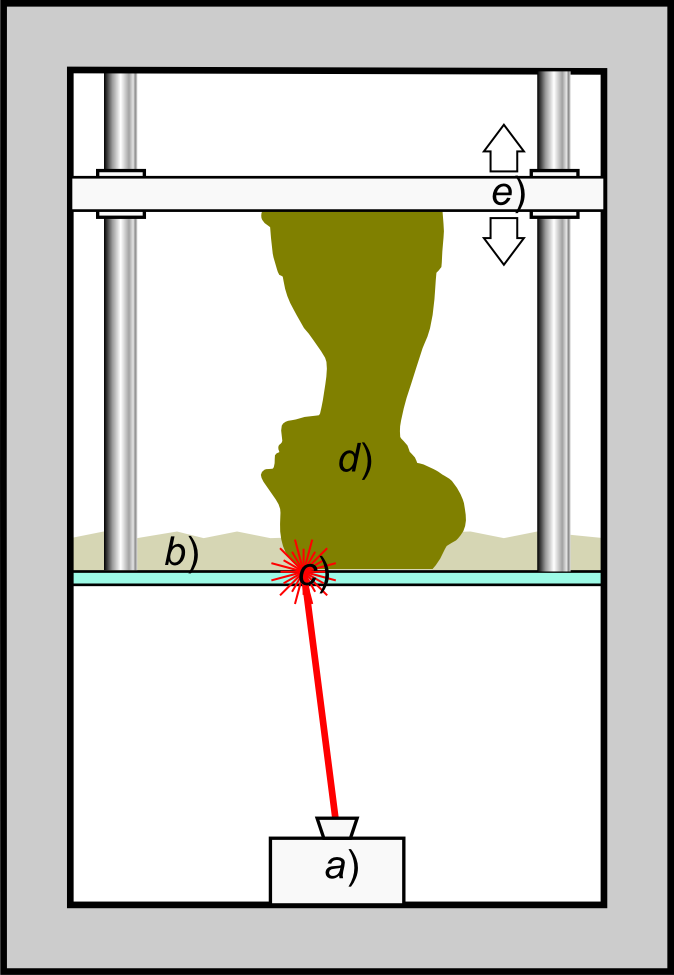
光造形术原理: 发光设备 a) (激光或者数字激光投影)有选择的照射到透明底层 c)，在容器b)里边填满了液体光聚合树脂。固化的树脂d)逐渐从平台升起拉出e)

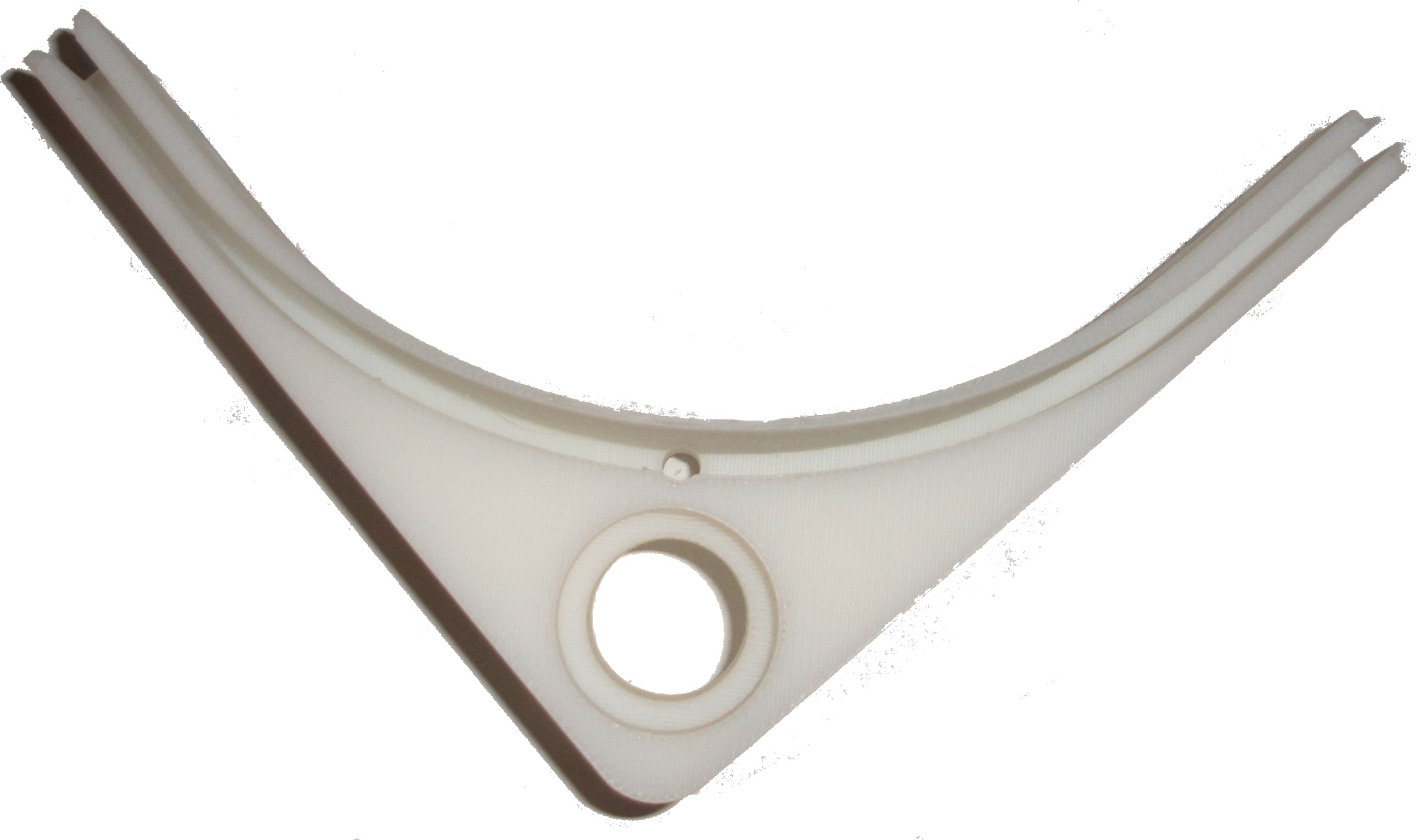
SLA生成的部件

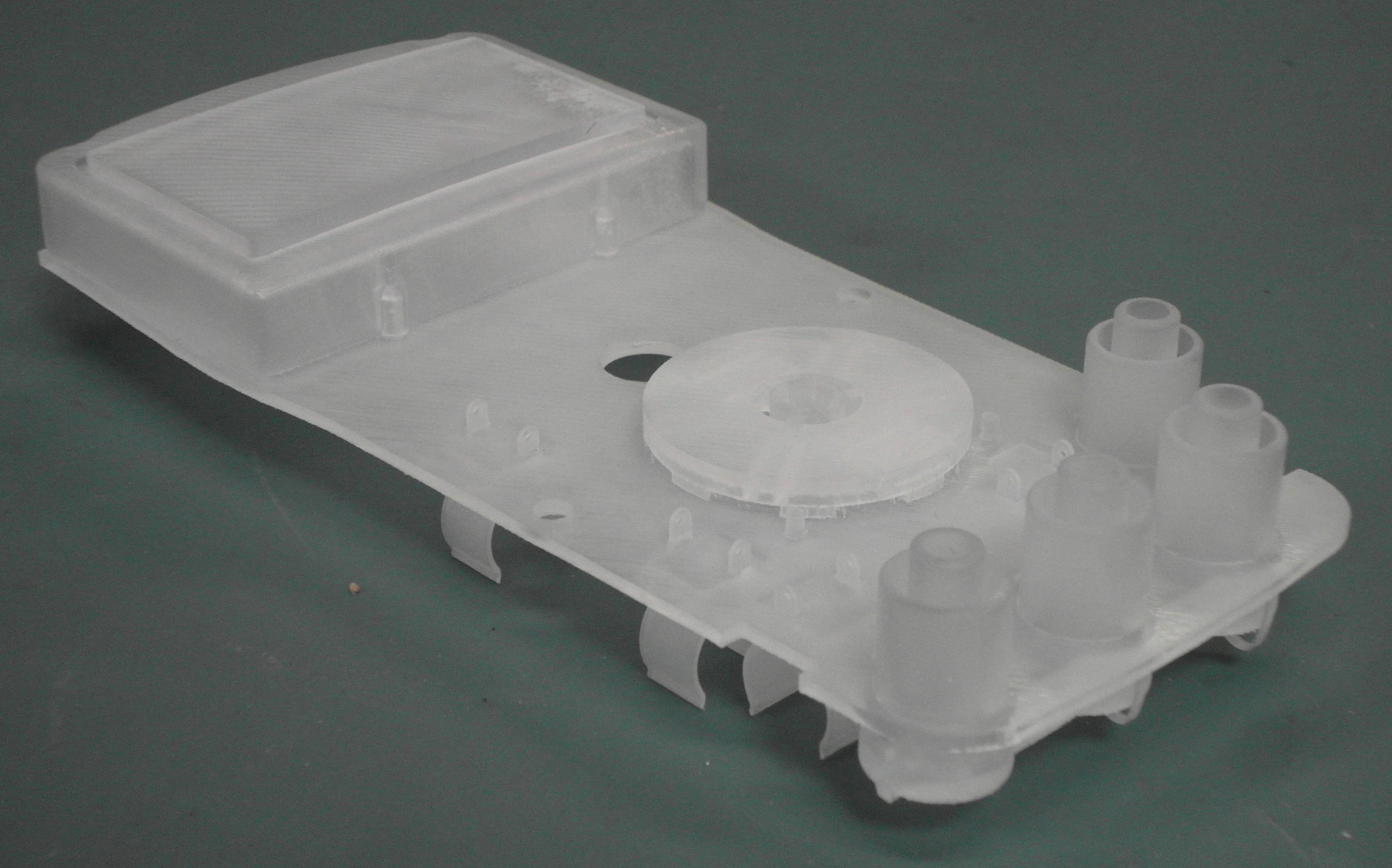
SLA打印电路板

立体光刻造型 （英語：stereolithography，简称SLA或SL） ，又称光造形术、光固化立体造型，是用于创建模型, 原形, 图案等的一种3D打印技术。它采用光聚合法通过光照射让小分子链接, 形成聚合物。这些聚合物构成了固化的立体3D物件。